# Ionuț Adăscăliței
Ionuț Adăscăliței (n. 1 ianuarie 1980) este un fotbalist român. Joacă în prezent pentru FCM Bacău în calitate de apărător.